# Молодецьке (Уманський район)
Молоде́цьке — село в Україні, в Маньківській селищній громаді Уманського району Черкаської області. Розташоване на обох берегах річки Колодична (притока Ревухи) за 15 км на південний схід селище Маньківка та за 8,5 км від залізничної станції Поташ. Населення становить 1 349 осіб (станом на 1 січня 2021 р.).

## Історія
Поблизу села виявлено 3 поселення трипільської, 5 поселень черняхівської культур, 2 — пізньої бронзи, залишки глиняного інвентарю.
Початок існування села відносять до XVI століття. Існують різні думки щодо походження назви села. При вступі турків на територію майбутнього Молодецького, один чоловік добре виконав козаче діло, його називали «Молодець», а село в якому він жив Молодецьке, тут колись жив граф Молодецький. Перші жителі села Молодецького поселилися в місцевості, яка омивалась з трьох сторін річками, з північного боку була захищена віковим дубовим лісом, цей куток і понині називається Дубинщиною.
У 1775 році в селі було 100 дворів та 160 хат. У 1756 році животівським протопопом-уніатом Корнилієм Шпановським освячено церкву святителя Христового Миколая. У 1768 році її приєднано до православ'я. 1795 року, за Актом перепису, тут проживало 577 чоловіків та 490 жінок, які мешкали в 201 хаті.

Лаврентій Похилевич у своєму «Сказании…» у 1864 році занотував про Молодецьке: 
|  | Село в 3-х верстах от села Старих Бабанов, при безымяном ручье, текущем в Бабанку. Жителей обоего пола 1589. Церковь Николаевская, деревянная, построена 1799 года; земли имеет 36 десятин. Жалованье причту і назначено 194 рубля. |

Клірові відомості, метричні книги, сповідні розписи церкви св. Миколая села Молодецьке Уманського повіту Київської губернії зберігаються в ЦДІАК України.
У 1900 році в Молодецькому, Краснопільської волості Уманьського повіту Київської губернії було 550 дворів; кількість мешканців: чоловіків — 1364, жінок — 1265. На той час тут діяли церква, церковно-приходське училище, вітряк та 3 водяних млини. У 1903 році селяни зібрали по 50 копійок і своїми силами збудували церковнопарафіяльну школу на два класи.

Жителька села І. І. Ковба переповідала про роки навчання: 
|  | У тісній кімнаті на низьких дубових лавах сиділо 69 хлопчиків і 3 дівчинки. Навчала дочка попа Ніна Дмитрівна Успенська. Діти ходили до школи один рік, рідко хто два-три. Уміє хлопець читати й сяк-так писати своє прізвище — досить. |

У школі вивчали абетку, російську мову, Вітхий й Новий заповіт та церковне богослужіння. Грамотних у Молодецькому було 10 чоловік. Село передплачувало лише дві газети: одну одержував піп, другу — сільський староста. 3 п'ятисот дітей села школу відвідувало 2.
У 1905 році у землекористуванні населення перебувало 3283 десятини; на той час у селі було 604 двори.
8 травня 1910 року в селі була побудована трибанна церква на дерев'яній основі, вона була сама найбільша і найкрасивіша в районі, але у повоєнні роки вона була частково спалена і у 1950-ті роки розібрана.
У 1914 році земство звело нове приміщення на 6 класних кімнат і відкрило двокласну школу. Завідувачем був Л. Н. Бондаренко, який разом з учнями біля школи висадив фруктовий сад.
В червні 1921 року в селі була відкрита сільська рада, головою якої став Гуцаленко Я. Я. На 1 січня 1927 року село налічувало 1137 дворів, де мешкало 4568 осіб. В 1927 році була відкрита земська семирічна школа, де навчалися грамоти діти та дорослі. На основі дрібних ТСОЗів було створено три колективних господарства: артіль імені Сталіна, артіль імені Косовського та артіль «Праця», а в 1929 році перейменовано в колгосп імені Сталіна, імені Косовського, «Праця». У 1930 році створено первинну партійну організацію і в цей рік пройшли зміни в керівництві сільської ради. Головою сільської ради став Сєкал Ф. В.
Під час голодомору 1931—1933 років дуже багато дітей осиротіло, люди помирали сім'ями, пухли від голоду, тих хто помер вивозили за село і ховали у спільних могилах, було поховано близько 1000 селян. В пам'ять жертвам голодомору у 1993 році установили пам'ятник і кожен рік 22 травня жителі села ідуть на кладовище, на проводи, щоб увічнити пам'ять про своїх рідних та близьких. У 1937—1940 роках репресовані і розстріляні, згодом реабілітовані, 38 жителів села.
На фронтах німецько-радянської війни воювало 437 осіб, з яких загинуло 246 осіб, 189 — було нагороджено медалями. За час війни на примусові роботи до Німеччини було вивезено понад 310 односельців, переважно молодих хлопців та дівчат. У березні 1944 року село визволили 861—869 стрілецькі полки, 294 стрілецької дивізії. 1955 року на братській могилі встановлено пам'ятник, а 9 травня 1969 року в центрі села споруджено обеліск Слави, зведений у пам'ять воїнів-односельців, які загинули в роки війни.
Після 1961 року в колгоспі розпочалося будівництво нових корівників, телятників, свинарників і різних адміністративних будинків;
У 1965 році було відкрито пам'ятник В. І. Леніну.
В 1963 році колгосп імені Сталіна перейменовано в колгосп імені XXII з'їзду КПРС. Колгосп мав в користуванні 3496,1 га сільськогосподарських угідь, у тому числі 3295,6 га орної землі. Основними напрямами господарювання було рільництво і тваринництво. Працювали млин, пилорама, цегельний завод.
1967 року розпочато будівництво двоповерхового приміщення середньої школи.
1976 року розпочинається будівництво адміністративного будинку в центральній садибі села в якому після закінчення будівництва розмістилася контора колгоспу, сільська рада, філія ощадного банку, пошта.

### Голови сільської ради
- Під час війни головою сільської ради був Кузьмук Григорій Ф. І.;
- В 1946 році головою сільської ради стає Іванишин В. М. і розпочинається відбудова села після воєнної розрухи;
- В 1959 році головою сільської ради стає Кожухівський Антін Трохимович.
- В 1962 році головою села стає Євтушенко Єлизавета Федорівна;
- В 1964 році головою сільської ради стає Браславський Михайло Володимирович;
- В 1973 році головою сільської ради стає Ковбаса Федір Тодосійович, за ним Дикий Микола Якович;
- В 1975—1978 роки Бенедь Уляна Дмитрівна, але пройшов клич, що молоді спеціалісти які мають сільськогосподарську освіту повинні піднімати сільське господарство і Уляна Дмитрівна пішла працювати головним ветеринарним лікарем колгоспу імені XXII з'їзду КПРС;
- В 1978 році на посаду голови Молодецької сільської ради стає Полюга Микола Іванович.

## Сучасність
У 2002 році на гроші парафіян був придбаний житловий будинок, в якому після реконструкції облаштували церкву.
У 2003 році газифіковано село, в 324 оселі і приміщення Молодецької загальноосвітньої школи І-ІІІ ступенів провели газ.
У 2004 році була відкрита церква в колишньому приміщені дитячого садка.
У 2005 році в центральній частині села розпочинається будівництво нового храму. На кошти громадян села, парафіян, спонсорів.
У жовтні 2015 року відкрито меморіальну дошку честі Володимира Самишкіна.

## Відомі люди
- Самишкін Володимир Борисович (1992—2014) — солдат Збройних сил України, учасник російсько-української війни.
- Ящуржинський Хрисанф Петрович — український археолог, етнограф, педагог.

## Галерея

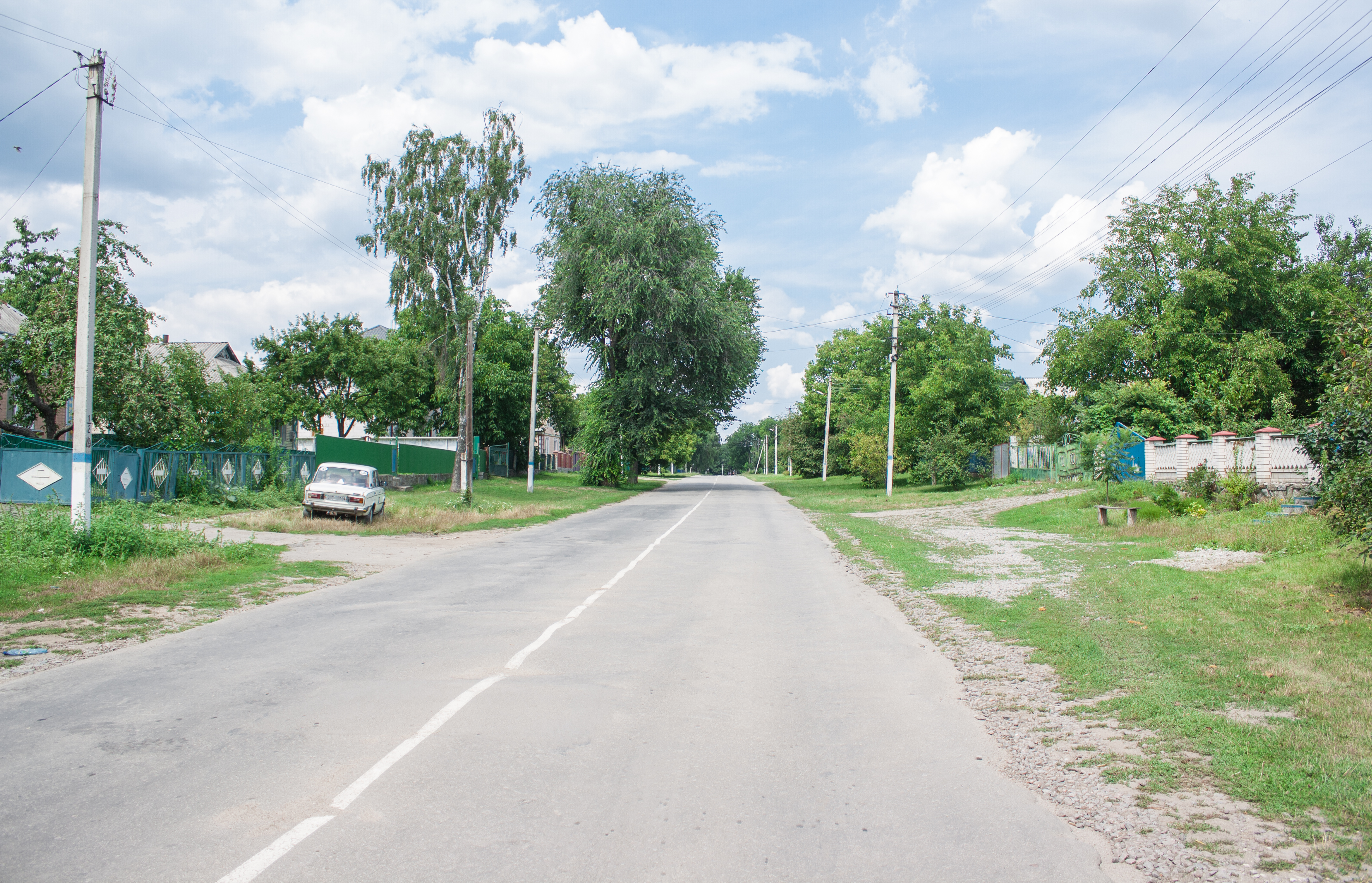
Вулиця Центральна
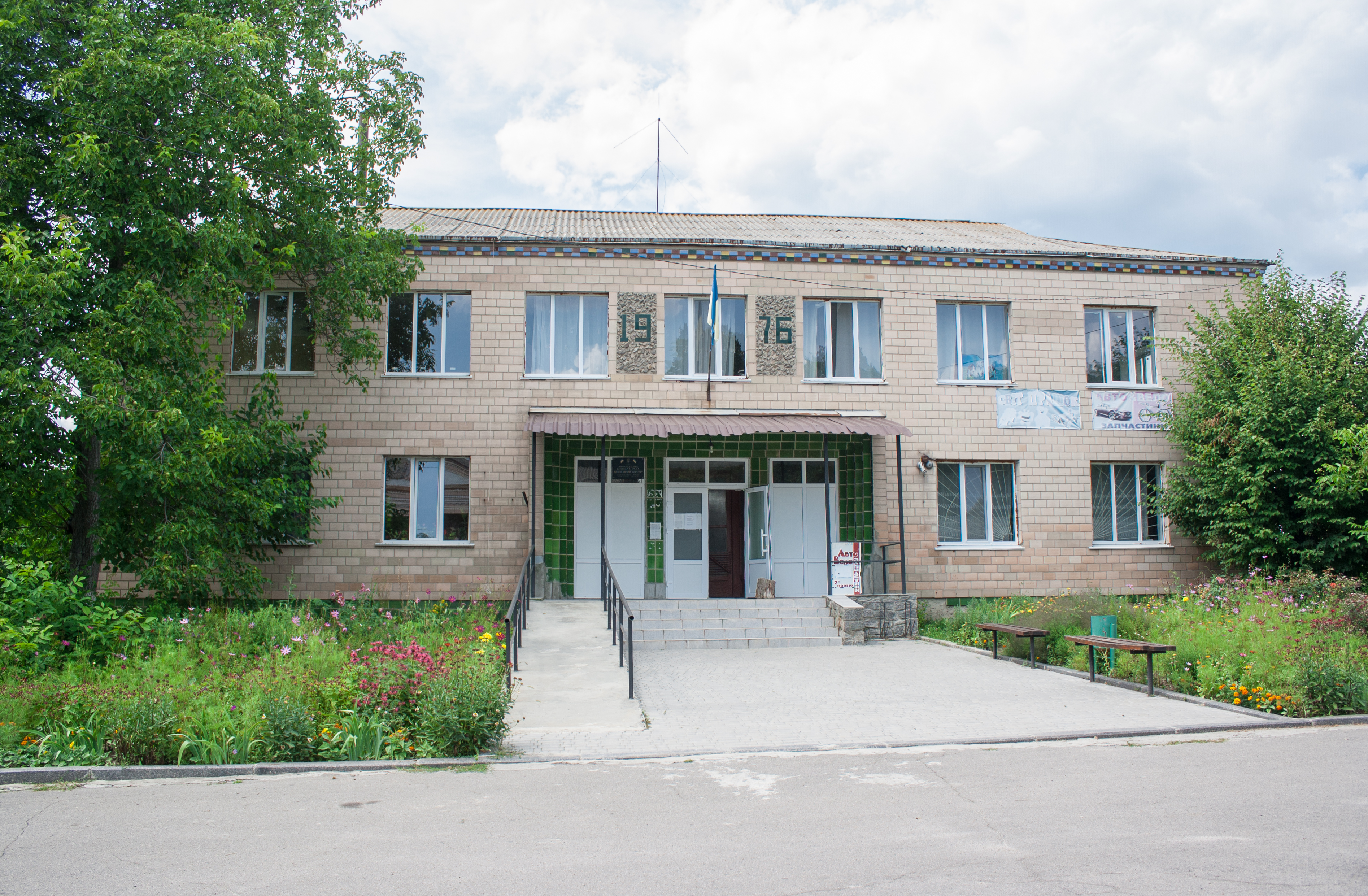
Сільська рада
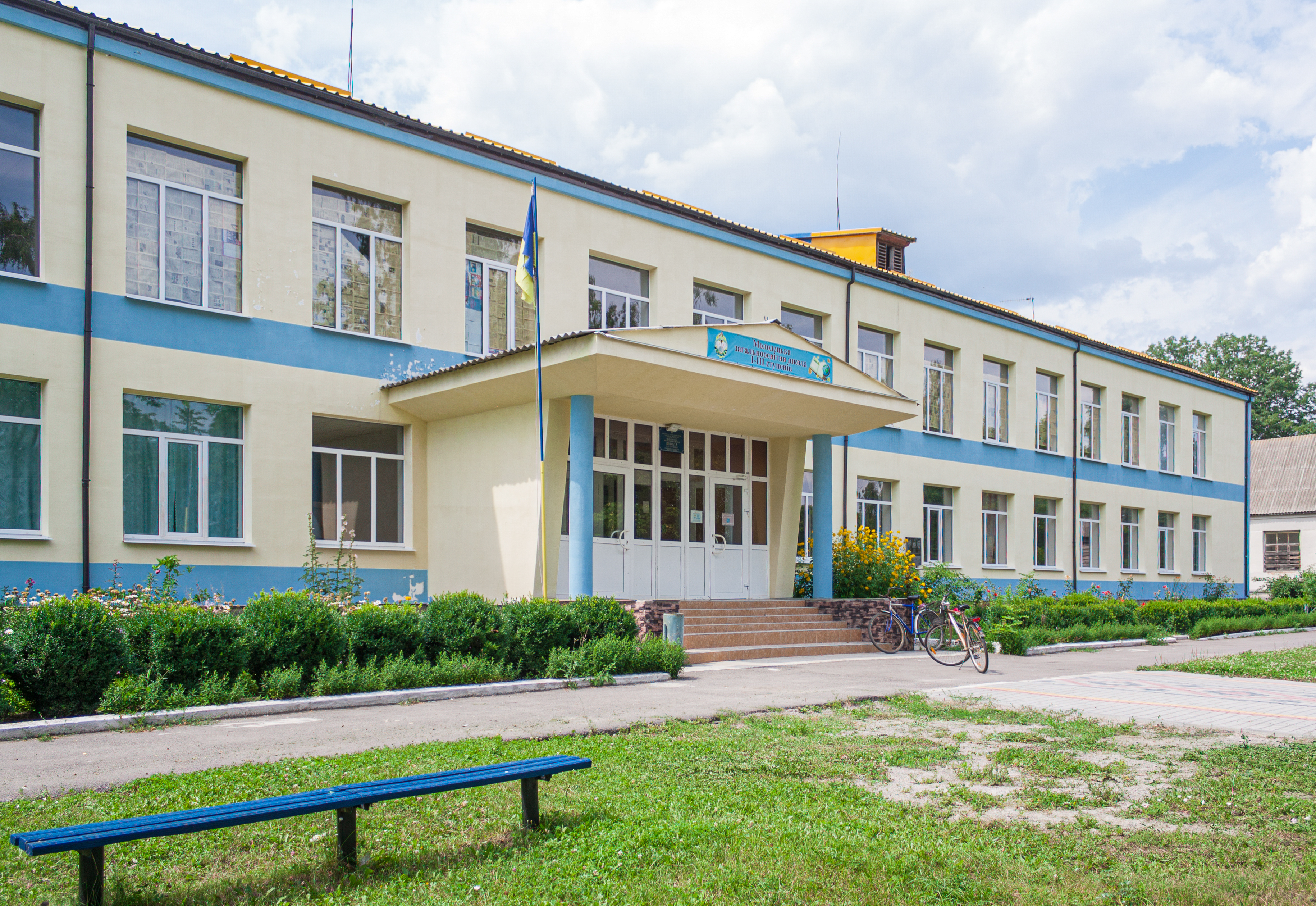
Школа
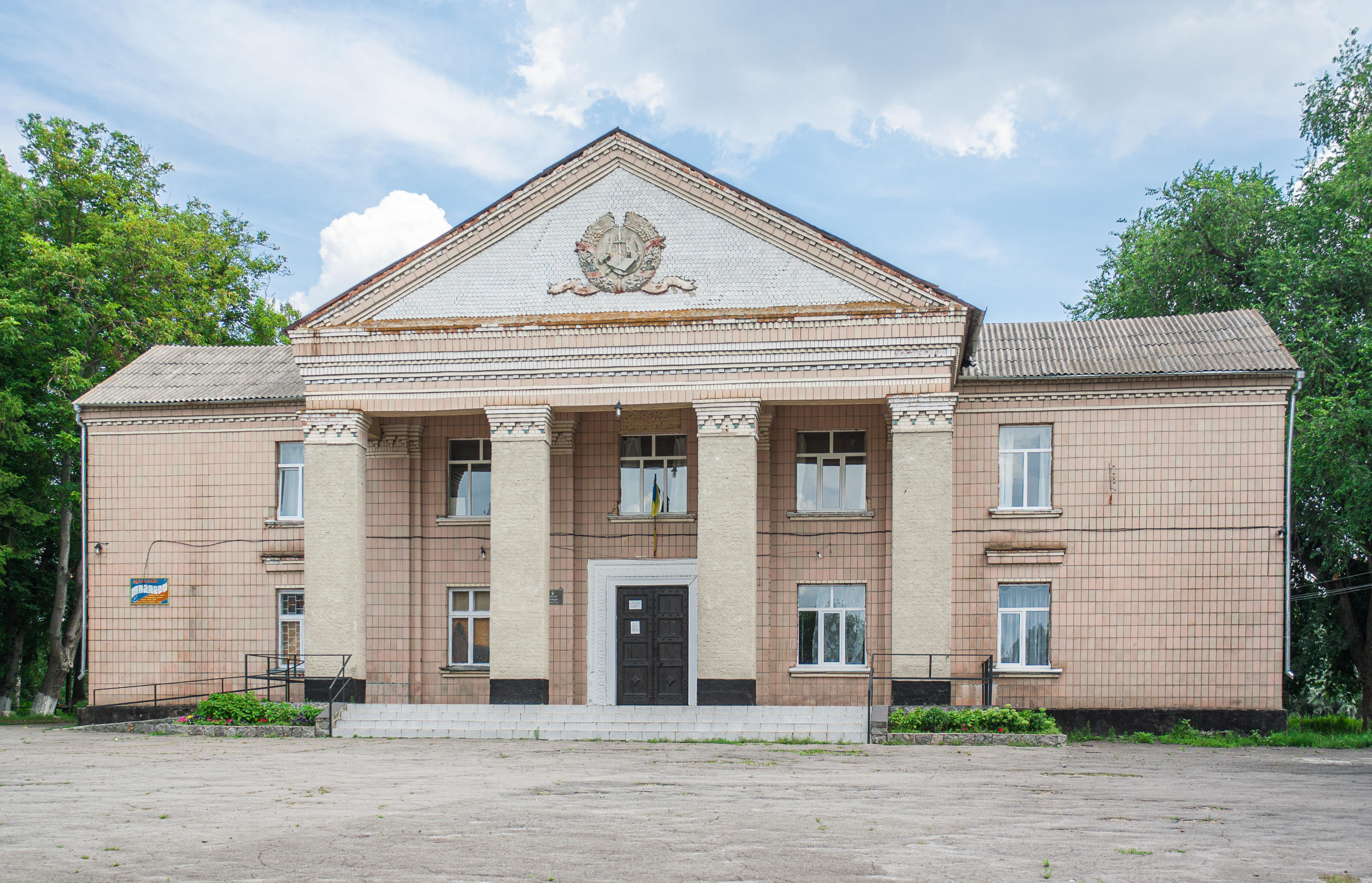
Будинок культури
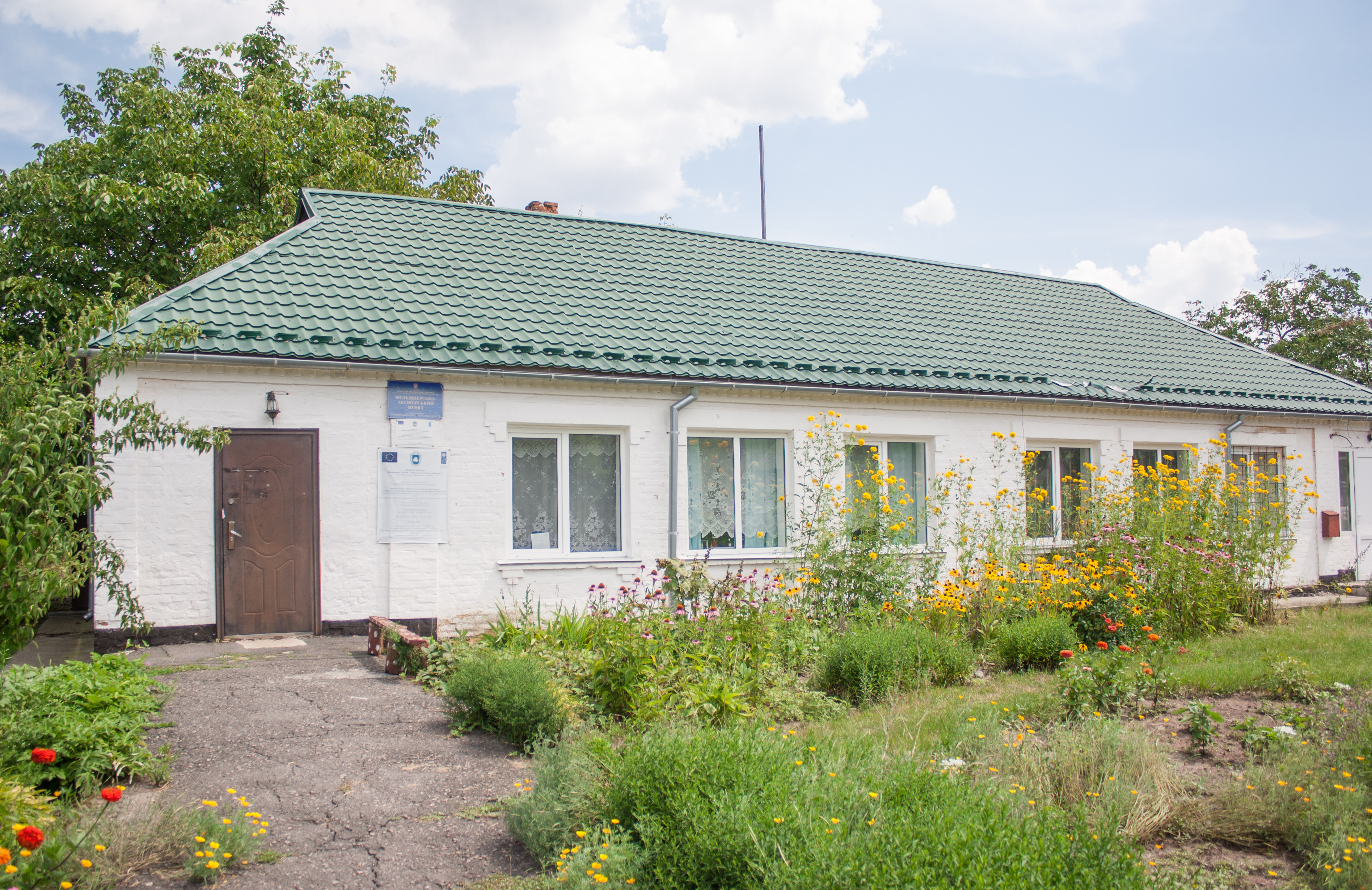
ФАП
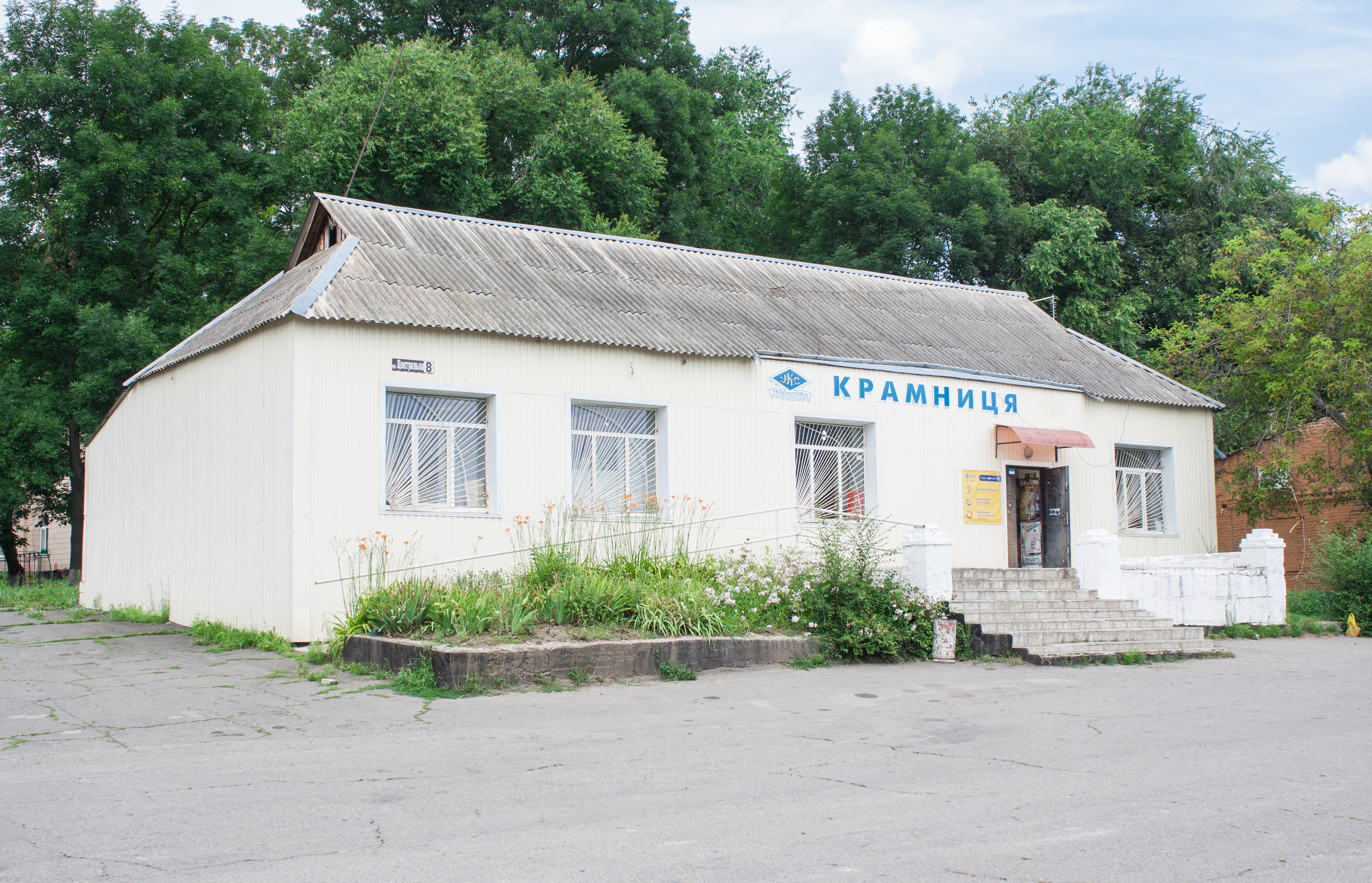
Магазин
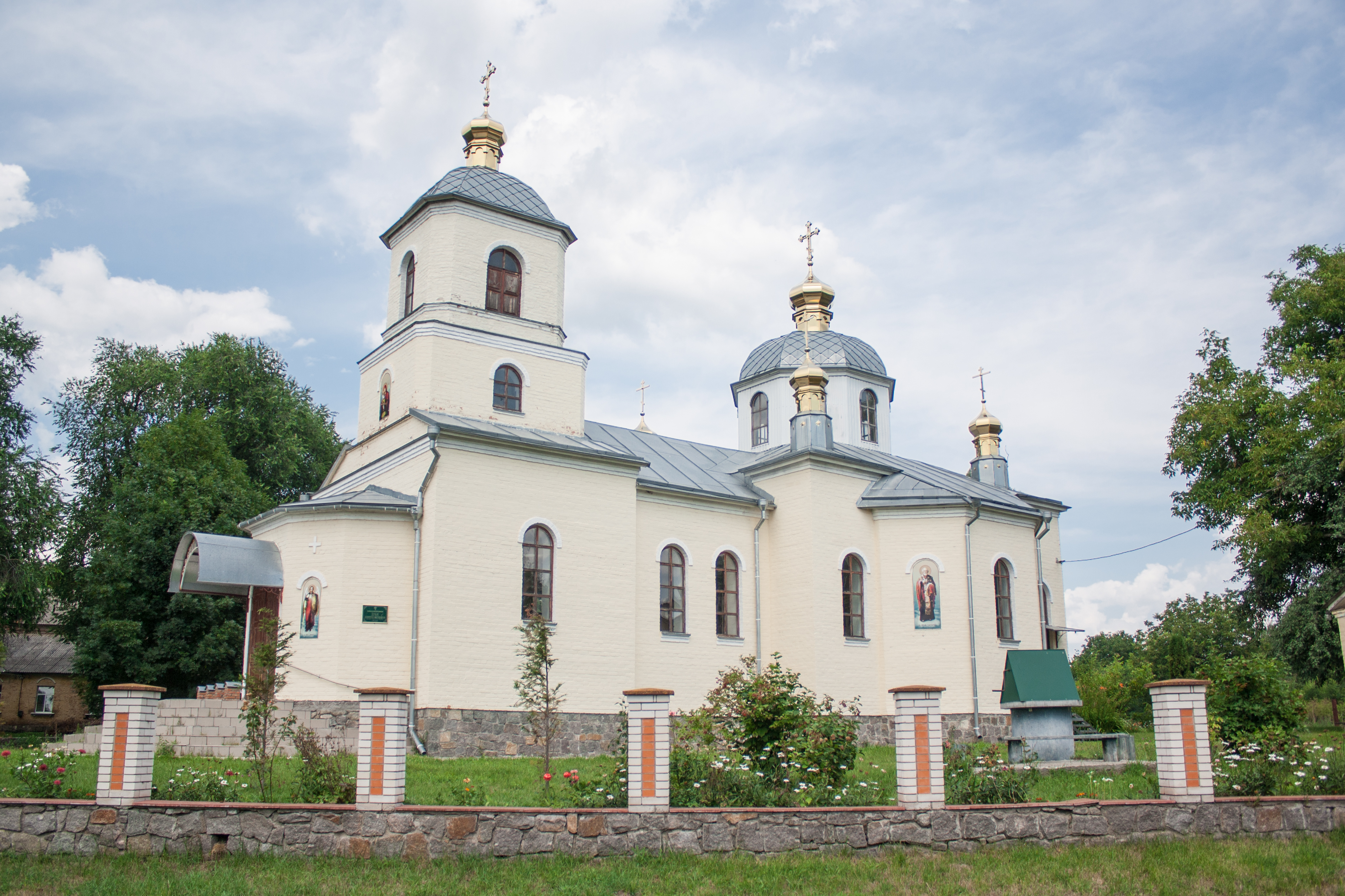
Церква
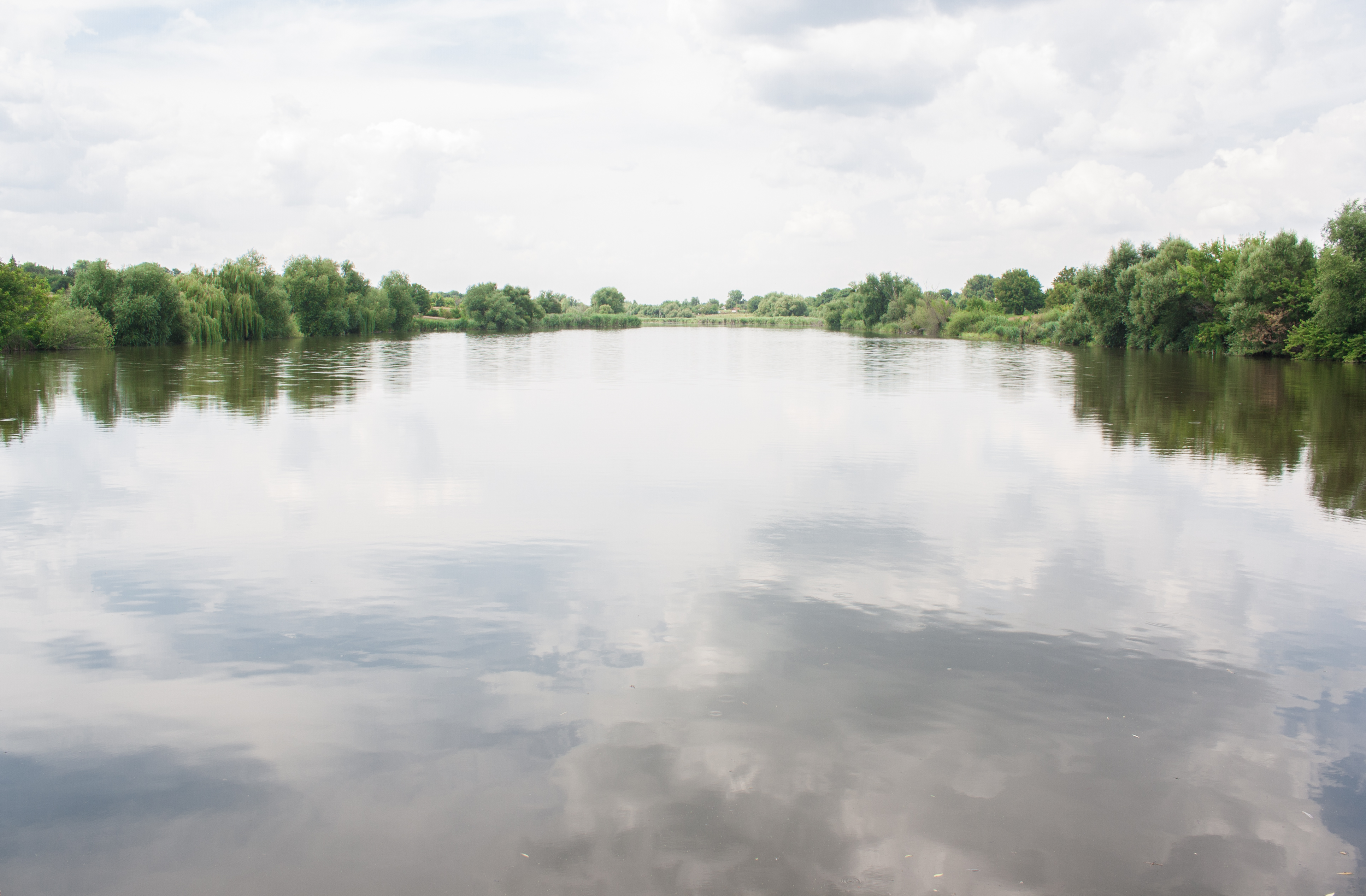
Ставок на річці Колодична
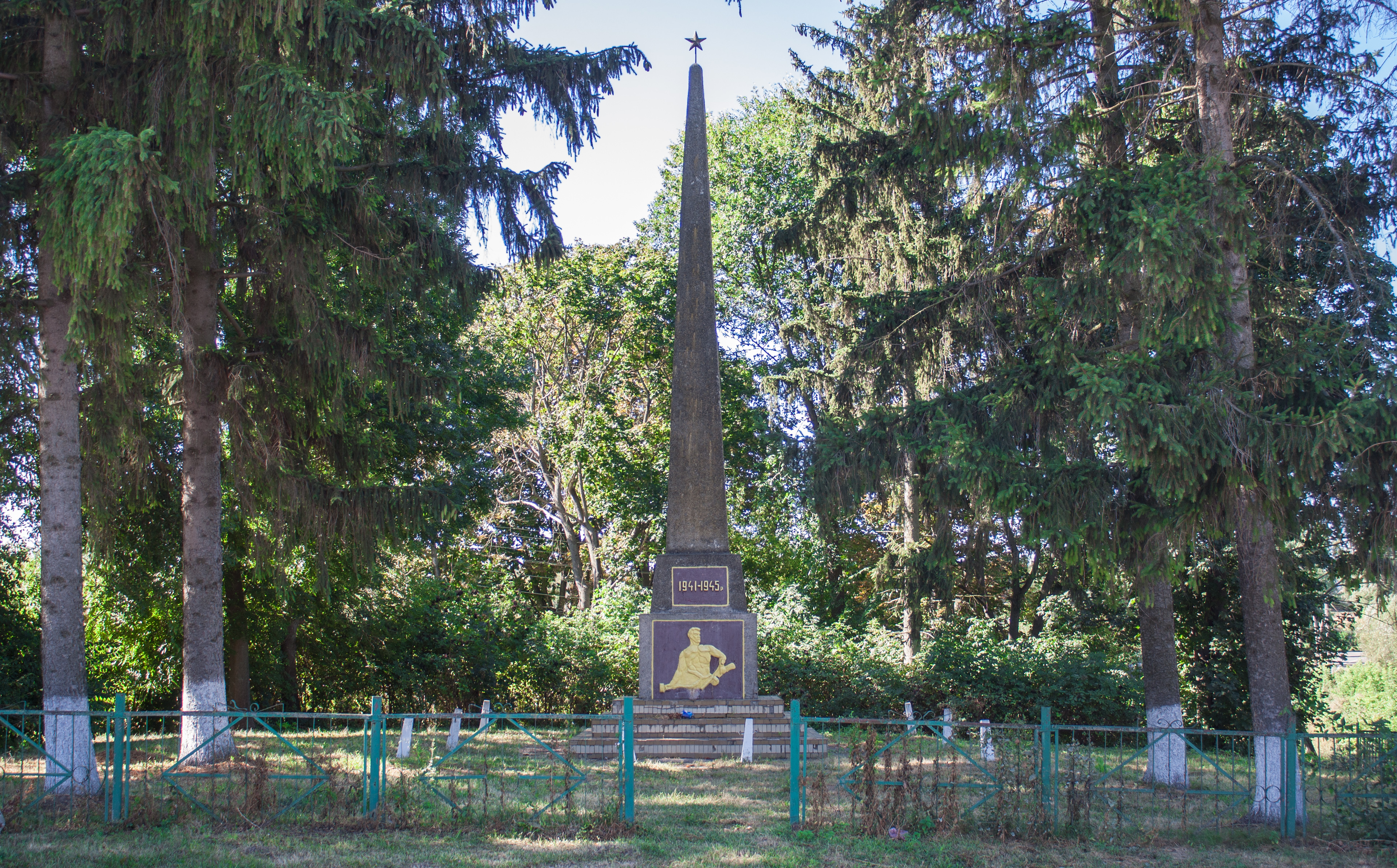
Пам'ятник воїнам-односельцям
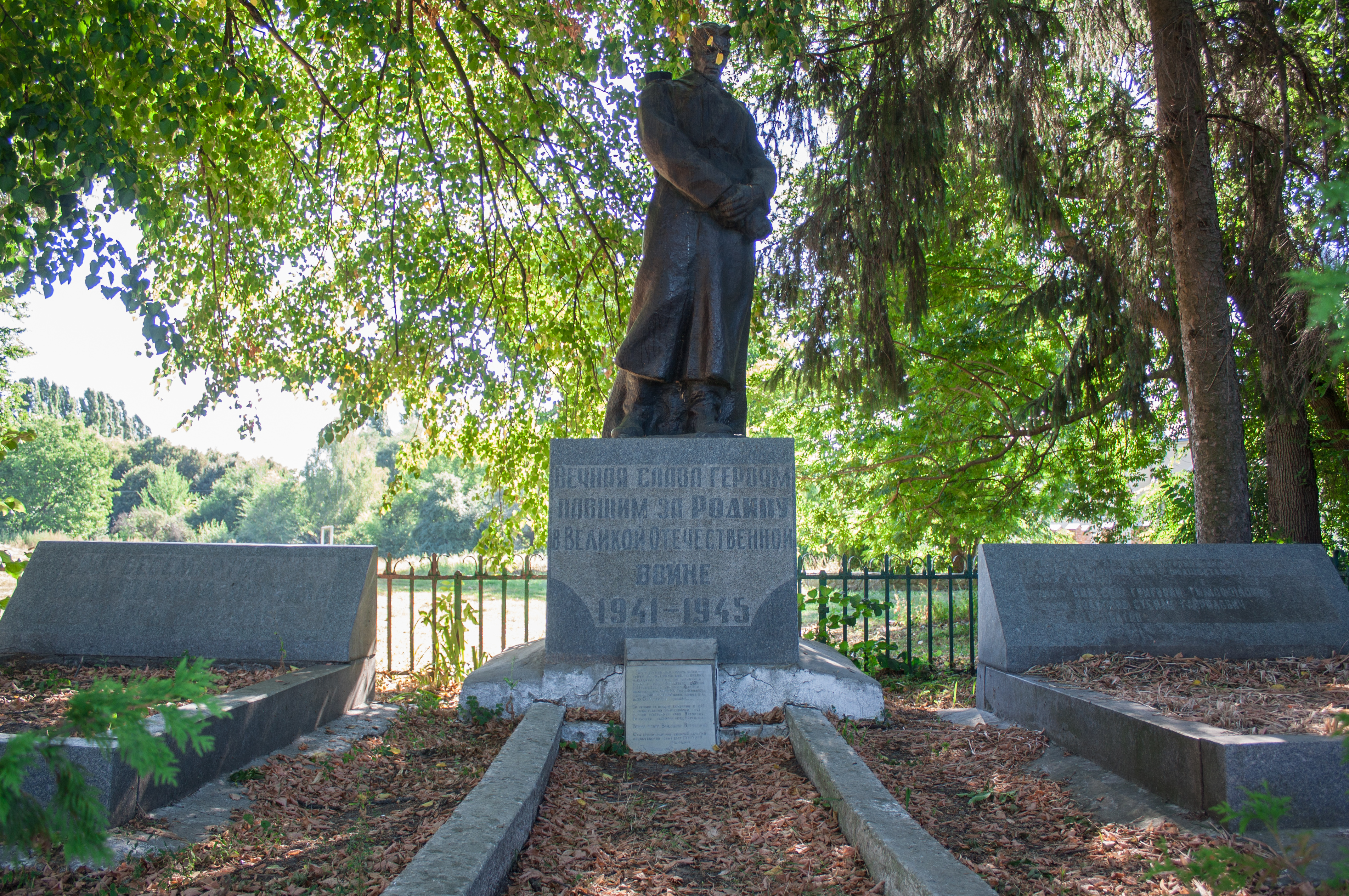
Братська могила радянських воїнів
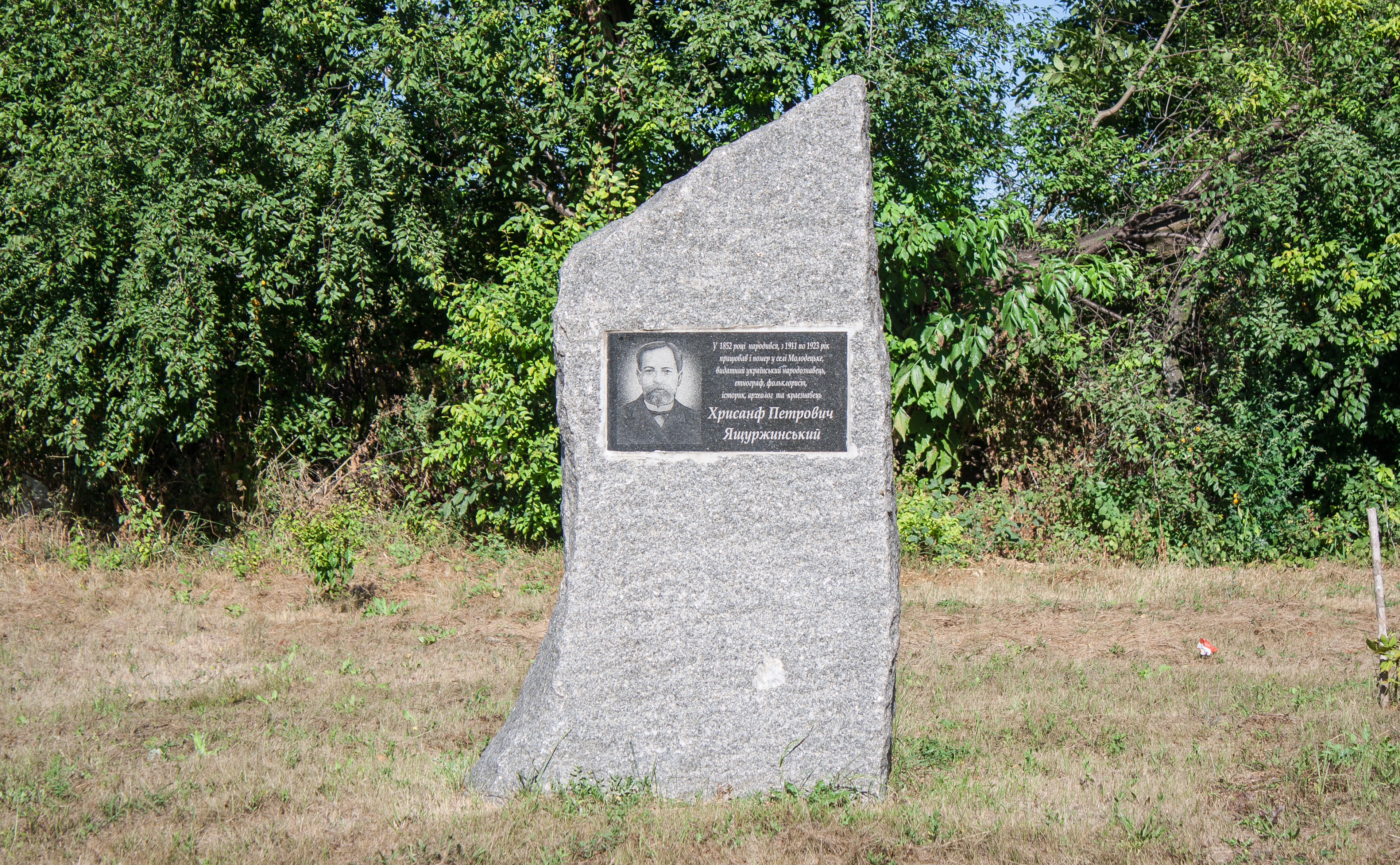
Пам’ятний знак історику Х. Ящуржинському